# Emanuel Lasker
Ne pas confondre avec le joueur d'échecs américain Edward Lasker.
Pour les articles homonymes, voir Lasker.
Cet article utilise la notation algébrique pour décrire des coups du jeu d'échecs.
Emanuel Lasker, né le 24 décembre 1868 à Berlinchen, en province de Brandebourg, et mort le 11 janvier 1941 à New York (États-Unis), est un mathématicien et philosophe allemand, par ailleurs joueur d'échecs et de bridge.
Il est champion du monde d'échecs de 1894 à 1921. Depuis la création officielle du titre de champion du monde (en 1886), il est celui qui l'a conservé le plus longtemps, soit pendant 27 ans.
Son style de jeu privilégiait l'affrontement psychologique par rapport au seul calcul des coups justes. Lasker adorait s'adapter au style de jeu de son adversaire, pour mieux le contrer et le battre. En effet, pour lui, « Les échecs mettent en conflit non pas deux intelligences, mais deux volontés »,.

## Années de formation
Emanuel Lasker naît en 1868 à Berlinchen dans une famille de confession juive. À l'âge de 11 ans, il se rend à Berlin où il étudie les mathématiques avec son frère aîné Bertold (de huit ans plus vieux).

## Débuts aux échecs (1888-1894)
C'est son frère Berthold qui apprit à Emanuel Lasker à jouer aux échecs. Il fréquente la Société des échecs de Berlin où il se mesure aux plus grands joueurs allemands. En 1888-1889, il remporte le tournoi d'hiver du Café Kaiserhof à Berlin.
Après quelques succès en Allemagne en 1889, il part en Angleterre en 1890 et y remporte de nombreux matches, notamment contre Henry Bird, Jacques Mieses et Joseph Henry Blackburne. En 1894, il lance un défi au maître Siegbert Tarrasch qui venait de remporter plusieurs très forts tournois, mais ce dernier refusa de l'affronter, qualifiant ses succès de « victoires à la douzaine ».

## Travaux mathématiques (1895 à 1905)

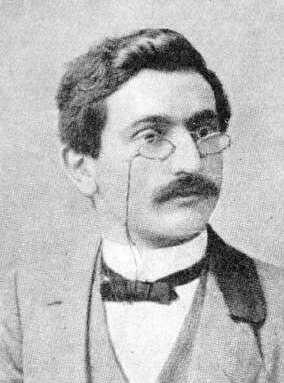
Portait d'Emanuel Lasker jeune homme.

Joueur professionnel d'échecs, Emanuel Lasker était également docteur en mathématiques et fit des études en philosophie.
En 1895, il publie deux articles de mathématiques en algèbre commutative où il étudie la décomposition primaire des idéaux d'un anneau. Sur les conseils de David Hilbert, il reprend ses travaux et soutient sa thèse le 31 janvier 1900 à Erlangen. En 1905, il publia un article important qui fut développé par Emmy Noether[Lequel ?].

## Essais philosophiques (1906 à 1940)

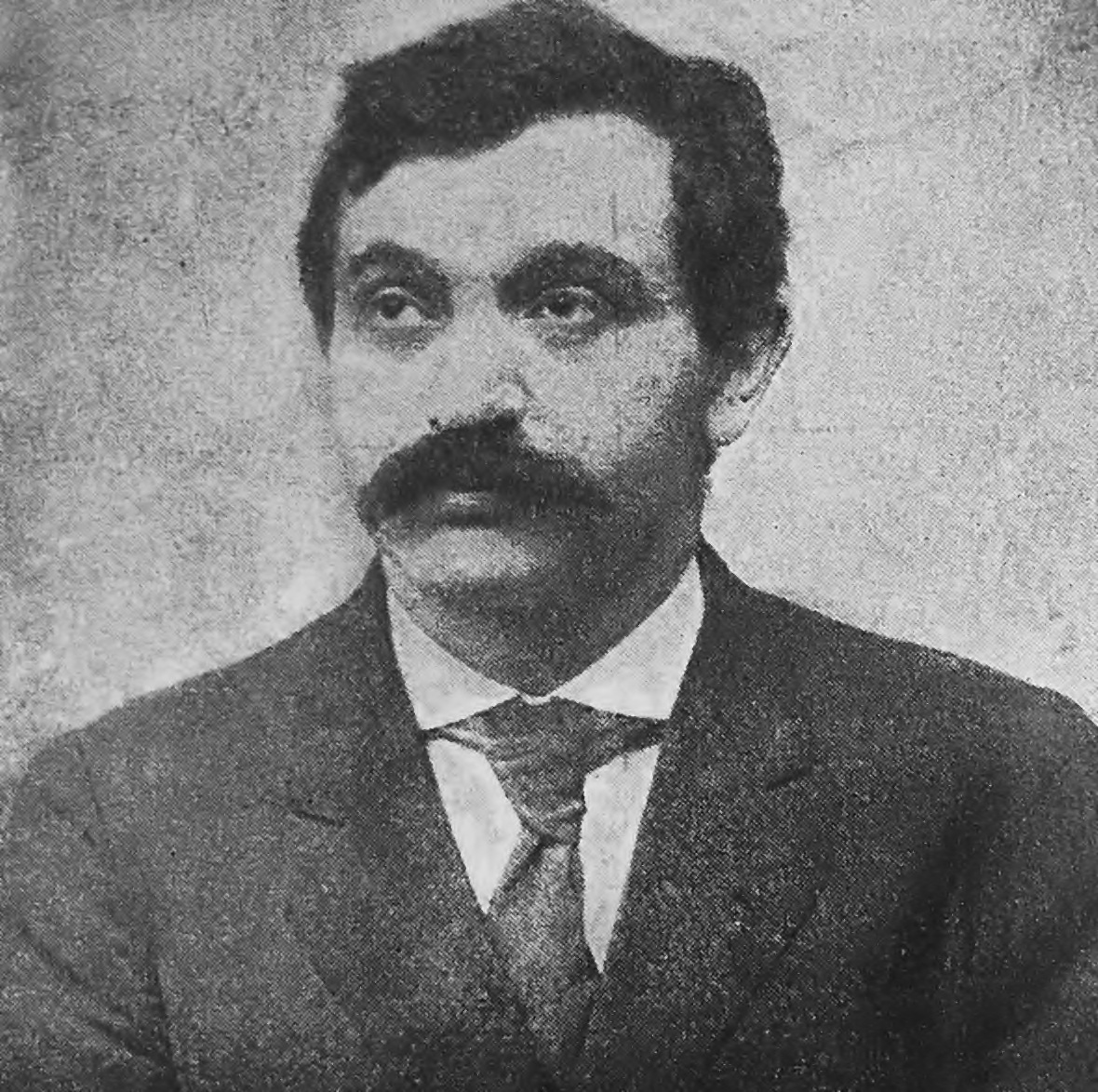
Emanuel Lasker en 1908.

En 1906, 1913 et 1918, Lasker publia un article et des livres où il exposait ses idées en philosophie, fondées sur le concept d'« inachevable » (Philosophie des Unvollendbar). L'auteur développe l'idée selon laquelle la réalisation des projets humains est un combat (« machologie »), dont le résultat n'est jamais définitif. Les projets humains ne sont donc que des objectifs, et les réalisations humaines ne s'apprécient qu'en tant qu'ébauches plus ou moins réussies de programmes essentiellement irréalisables. Dans cet essai, où l'influence de Nietzsche et de Bergson est sensible, Lasker se défend d'être un philosophe pessimiste. Il publia en 1940 un livre de sociologie : La Communauté du futur où il exprimait ses idées de réforme.
Il était ami d'Albert Einstein, ce dernier regrettant qu'un aussi grand esprit que Lasker ait été accaparé par les échecs. Lasker et Einstein eurent des discussions sur la théorie de la relativité, que Lasker désapprouvait et il écrivit même un article dans le livre Cent auteurs contre Einstein. Einstein écrivit l'introduction de la biographie de Lasker, The Life of a Chess Master, par Jacques Hannak (1952).

## Champion du monde du jeu d'échecs (1894 à 1921)

### Premier match contre Steinitz (1894)

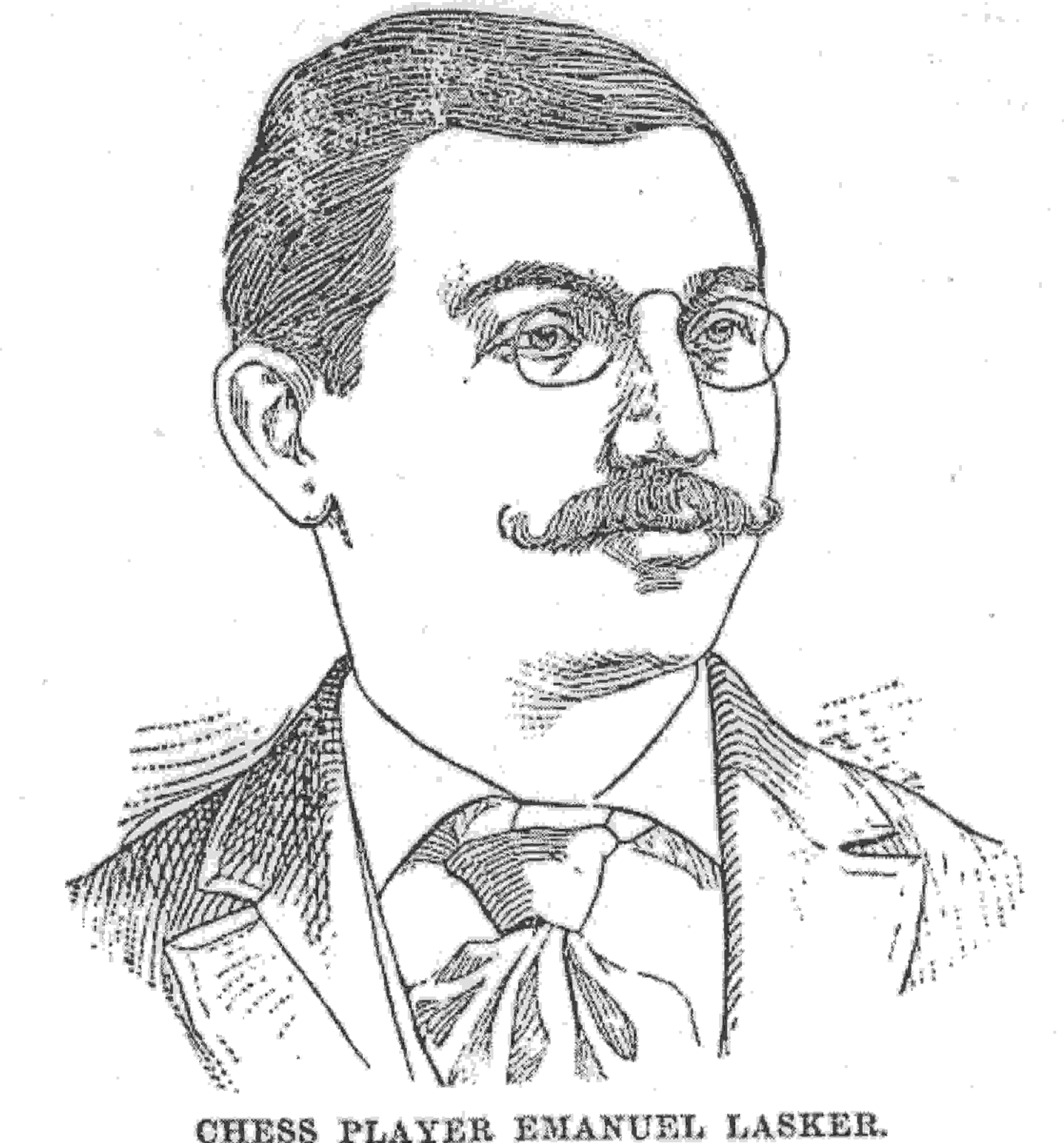
Emanuel Lasker vers 1894.

Lasker partit en Amérique où résidait le premier champion du monde officiel du jeu d'échecs, Wilhelm Steinitz, et mit fin à son règne en match sur le score 12–7 (+10 -5 =4).

### Victoires à Saint-Pétersbourg (1895-1896) et Nuremberg 1896
La première sortie de Lasker en tant que champion du monde fut décevante : en 1895, il termina troisième du tournoi de Hastings derrière Tchigorine et le surprenant vainqueur Pillsbury.
En 1895-1896, Lasker prit le dessus sur ses principaux adversaires en gagnant le tournoi de Saint-Pétersbourg devant Steinitz, Pillsbury et Tchigorine (Tarrasch n'avait pu participer au tournoi). Dans ce tournoi, les joueurs affrontaient six fois chacun de leurs adversaires. Lasker remporta ensuite le tournoi de Nuremberg en 1896.

### Match revanche contre Steinitz (1896-1897)
En 1896-1897, Lasker gagna la revanche du championnat du monde contre Wilhelm Steinitz, disputée à Moscou, sur un score encore plus sévère que le premier match : 12,5–4,5 (+10 –2 =5).

### Victoires aux tournois de Londres 1899 et Paris 1900
Après une victoire au tournoi de Londres en 1899 où il s'imposa avec 4,5 points d'avance, Lasker remporta aisément le tournoi organisé à Paris pour l'exposition universelle de 1900.

### Matchs contre Marshall et Tarrasch (1907-1908)

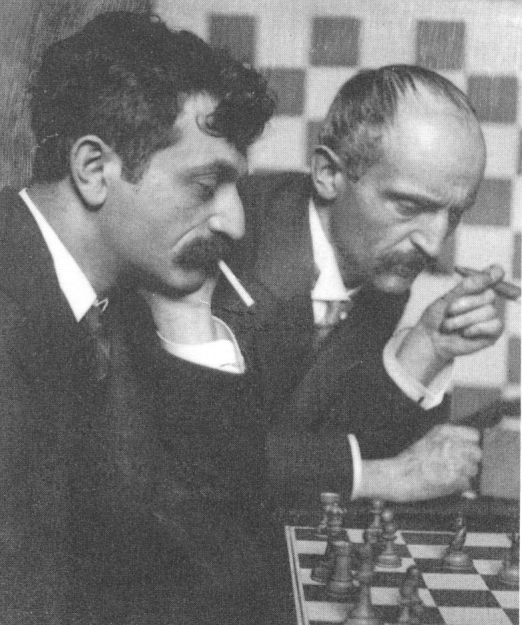
Emanuel Lasker (à g.) et son frère Bertold, en 1907.

Les apparitions de Lasker dans les tournois étaient rares car ses prétentions financières étaient élevées : Lasker voulait s'assurer de quoi vivre. C'est pourquoi il ne revint dans les tournois qu'en 1904. Il fut devancé au tournoi de Cambridge Springs par Frank James Marshall et perdit deux parties.
En 1907, il accepta le défi du joueur américain pour un championnat du monde, le premier depuis 10 ans. Lasker s'imposa sans difficulté (+8 -0 =7). En 1908, le match tant attendu avec Tarrasch eut lieu : Lasker l'emporta aisément (+8 -3 =5), affirmant sa suprématie dans son pays.

### Victoire au tournoi de Saint-Pétersbourg 1909
L'année 1909 fut active pour Lasker : il dut s'employer pour remporter le tournoi de Saint-Pétersbourg, à égalité avec Akiba Rubinstein contre qui il s'inclina. Puis deux matches contre David Janowski : l'un s'achèva par la nulle (+2 -2), l'autre par une nette victoire (+7 -1 =2) qu'on qualifia à tort de championnat du monde.

### Matchs contre Schlechter et Janowski (1909-1910)

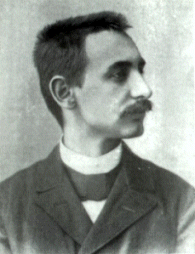
Le joueur autrichien Carl Schlechter, qui fit match nul contre Lasker en 1910 lors d'une rencontre pour le titre.

En 1910, Lasker remit une nouvelle fois son titre en jeu, contre l'Autrichien Carl Schlechter.
Il fut pourtant bien près de le perdre contre un joueur réputé pacifique : dans un match en 10 parties, Schlechter devait s'imposer avec 2 points d'écart (il n'y a cependant aucune preuve formelle de cette règle). Celui-ci remporta la 5e partie mais toutes les autres furent nulles avant la 10e. Lasker, en difficulté, lui tendit un piège dans lequel son adversaire tomba.
Lasker devint le premier champion du monde à conserver son titre par match nul (+1 -1 =8). Il proposa cependant de continuer le match, mais Schlechter déclina l'offre.
La même année, Lasker retrouva David Janowski, qui fit encore moins le poids que l'année précédente : 8 victoires et 3 nulles pour le champion du monde.

### Victoires à Saint-Pétersbourg 1914 et Berlin 1918

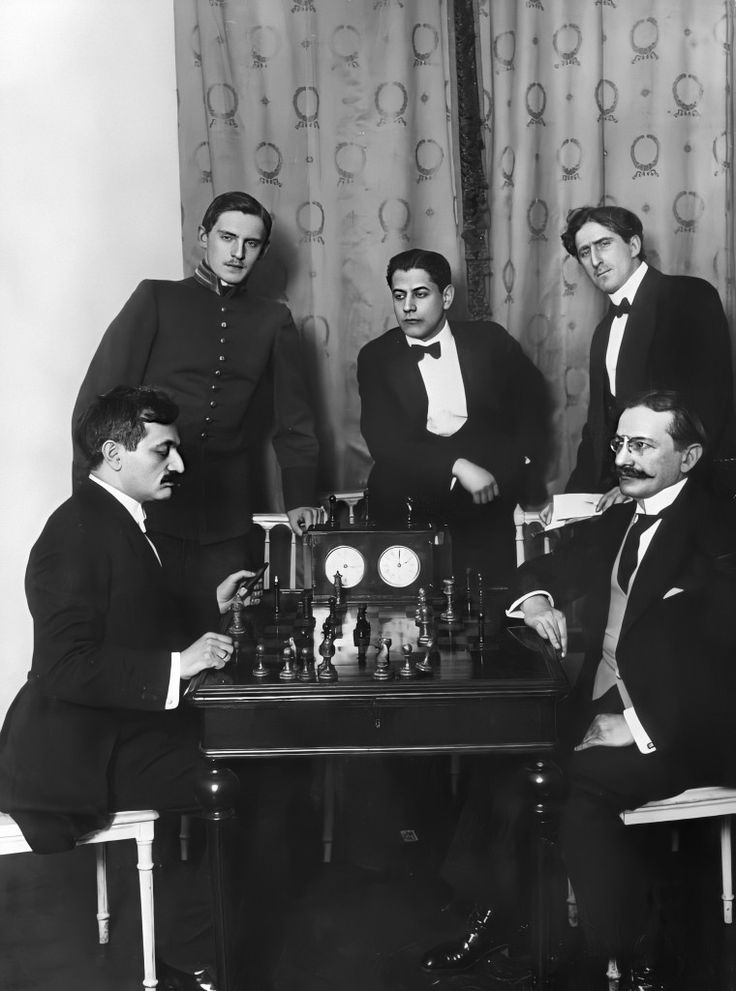
Lasker (assis à gauche), Alekhine (debout à gauche), Capablanca, Marshall et Tarrasch (assis à droite) au tournoi de Saint-Pétersbourg 1914.

La sortie suivante de Lasker fut à Saint-Pétersbourg en mai 1914. Son adversaire le plus redoutable fut José Raúl Capablanca, dont les succès et le style impressionnaient le monde des échecs par sa simplicité. Le Cubain prit l'avantage au début du tournoi mais dans la deuxième partie finale, Lasker revint très fort et le battit pour finalement le devancer. La Première Guerre mondiale éclata quelques semaines plus tard.
En 1918, à la fin de la Première Guerre mondiale, Lasker remporta le tournoi à quatre de Berlin devant Rubinstein, Schlechter et Tarrasch.

## Fin de carrière (1921 à 1940)

### Match contre Capablanca et perte du titre (1921)
Après la première Guerre mondiale, le Cubain José Raúl Capablanca lança un défi à Lasker. Son pays vaincu, Lasker voulut abandonner son titre sans jouer, mais la bourse proposée à La Havane le convainquit de disputer ce match. Mais, fatigué par le climat cubain, déprimé par la supériorité de Capablanca, Lasker abandonna le match après 14 parties (+0 –4 =10).

### Victoires à Mährisch-Ostrau 1923 et New York 1924
Après sa défaite contre Capablanca en 1921, Lasker continua à jouer. En 1923, il remporta le tournoi de Mährisch-Ostrau, et en 1924, il remporta encore le prestigieux Tournoi d'échecs de New York 1924 devant Capablanca et Alexandre Alekhine. L'année suivante, il finit deuxième au tournoi de Moscou 1925 derrière Efim Bogoljubov mais devant une fois encore Capablanca. Il s'ensuivit neuf années sans jouer : il ne fut pas invité au tournoi d'échecs de New York 1927.

### Retour aux échecs (1933-1934)
L'accession d'Adolf Hitler au pouvoir en Allemagne poussa Lasker à l'exil, lui qui était juif.
En juillet 1934, à 65 ans, il accepta l'invitation pour disputer le tournoi anniversaire du club de Zurich avec la participation du champion du monde Alekhine, de Max Euwe, Salo Flohr, Efim Bogoljubov, Aaron Nimzowitsch et Stahlberg. Lasker termina cinquième avec 10 points sur 15 (neuf victoires, trois défaites et deux nulles).

### Installation à Moscou (1935-1937)
La ferme que possédait Lasker à Thyrow en Allemagne fut confisquée par les nazis ainsi que l'argent sur son compte bancaire. En 1935, il accepta l'invitation de disputer le tournoi de Moscou en février-mars 1935. À la fin du tournoi, où il finit troisième (devant Capablanca), il décida de rester à Moscou. L'année suivante, il disputa le tournoi de Moscou organisé en mai-juin 1936 qui opposa cinq soviétiques (Botvinnik, Ragozine, Kan, Levenfish et Rioumine) à cinq maîtres étrangers (Capablanca, Lasker, Flohr, Lilienthal et Eliskases) ; Lasker termina sixième.
Son dernier tournoi eut lieu à Nottingham en août 1936 : il termina septième à l'âge de 67 ans. À la fin du tournoi, Lasker retourna à Moscou.

### Exil aux États-Unis (1938-1940)
Lasker, qui se considérait désormais comme citoyen de l'Union soviétique, quitta Moscou en octobre 1937 pour un voyage aux États-Unis, mais il ne revint pas. Il passa par les Pays-Bas et quitta l'Europe pour s'installer à Chicago puis à New York. En décembre 1940, il fut victime d'un malaise pendant un cours ; il mourut le 11 janvier 1941.

## Style de jeu

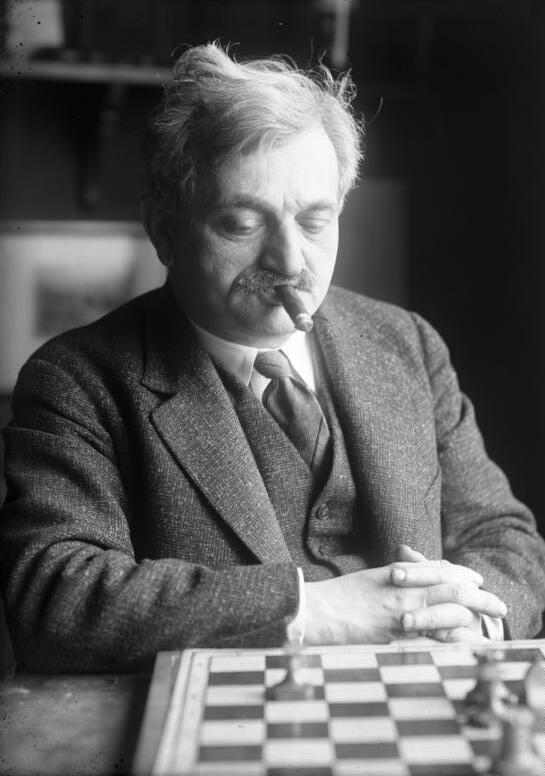
Emanuel Lasker en 1933.

### Un style «éclectique»
Doté d'un style de jeu éclectique, Emanuel Lasker adorait s'adapter au style de jeu de ses adversaires pour mieux les battre, même s'il fallait pour cela prendre le risque de perdre la partie.

« Je ne joue pas avec des pions blancs et noirs, privés de vie. Je joue avec des êtres humains, de chair et de sang »

— Citation d'Emanuel Lasker
L'universitaire et joueur d'échecs français Michel Roos a affirmé que Lasker était l'initiateur de l'« école psychologique » ou « berlinoise », soit « une nouvelle forme de l'école classique ».
Comme José Raúl Capablanca qui l'a dépossédé du titre de champion du monde, Lasker était un très fort joueur de finales. Cela l'a amené à tenir grand compte de la structure de pions dans l'ouverture. On peut notamment le créditer d'un rôle de pionnier dans l'étude de la variante Svechnikov de la défense sicilienne, anciennement dénommée « variante Lasker--Pelikán (en) ».

### Ouvertures célèbres portant son nom
- Le piège de Lasker, sous-variante du contre-gambit Albin.
- La défense Lasker du Gambit Evans (qui a effectivement mis fin à l'utilisation de ce gambit dans les tournois jusqu'à sa renaissance dans les années 1990s[12]).
- La variante Lasker du gambit dame refusé : 1. d4 d5 2. c4 e6 3. Cc3 Cf6 4. Fg5 Fe7 5. e3 0-0 6. Cf3 h6 7. Fh4 Ce4 8. Fxe7 Dxe7.

### Influence
L'approche pragmatique et combative de Lasker a particulièrement influencé des joueurs soviétiques comme Mikhail Tal et Viktor Kortchnoï. D'ailleurs, Tal et Kortchnoï ont affirmé que Lasker était le plus grand joueur d'échecs de tous les temps.

## Autres jeux (bridge, go et Lasca)
Il arriva à Lasker, durant sa carrière, d'abandonner pendant quelque temps les échecs. Pour Lasker, jouer aux échecs était un métier comme un autre. Si la récompense pour l'effort fourni en valait la peine, il était prêt à jouer, sinon il vaquait à autre chose. Il fut ainsi membre de l'équipe d'Allemagne de bridge au championnat du monde et joueur de go (à une époque où ce jeu était presque inconnu en Occident ; on le confond d'ailleurs souvent à ce sujet avec son ami Edward Lasker), tout comme il termina son doctorat en mathématiques pendant son règne sur les échecs. Il inventa un jeu baptisé le Laska (ou Lasca) qui se disputait sur un quadrillage et où chacun des adversaires occupait un quart de la surface avec une pièce nommée la « Tête » et plusieurs pièces appelées « Esclaves ».

## Palmarès
Les tables suivantes donnent les résultats et les scores de Emanuel Lasker dans les tournois et les matchs.
La notation (+6 –4 =13) signifie : six victoires, quatre défaites et treize parties nulles.

### 1889-1893: matches disputés avant le championnat du monde de 1894

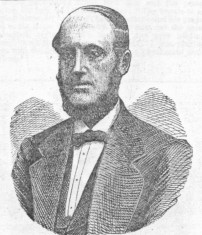
Henry Bird.

1889
(Berlin) Match contre Curt von Bardeleben : 3,5–1,5 (+2 -1 =3)
1890
- (Liverpool) Match contre Bird : 8,5–3,5 (+7 -2 =3)
- (Manchester) Match contre N.T. Miniati : 4–1 (+3 –0 =2)
- (Leipzig) Match contre Mieses : 6,5–1,5 (+5 –0 =3)
- (Vienne) Match contre Englisch : 3,5–1,5 (+2 –0 =3)

1891
(Londres) Match contre Francis Lee (en) : 1,5–0,5 (+1 –0 =1)
1892
- (Londres) Match contre Blackburne : 8–2 (+6 –0 =4)
- (Newcastle) Match contre Bird : 5–0

1892-1893
(Indiana) Match contre Showalter : 7–3 (+6 -2 =2)
1893
- (La Havane) Matchs contre Celso Golmayo (+2 –0 =1), contre A. Vasquez (ru) (3-0) et contre A. Ponce (2-0)
- (New York) Match contre Alfred Ettlinger : 5–0

### 1889-1897: premiers tournois et championnats du monde

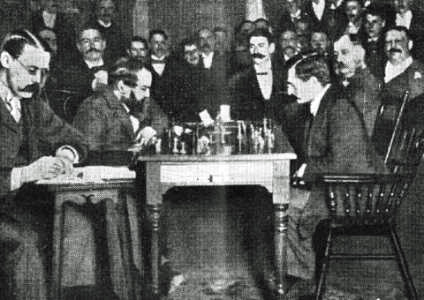
Lasker (à droite) face à Steinitz en 1894

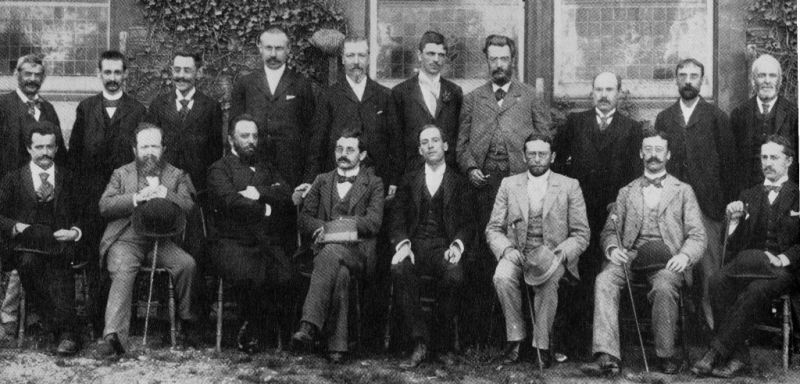
Participants du tournoi d'Hastings 1895.

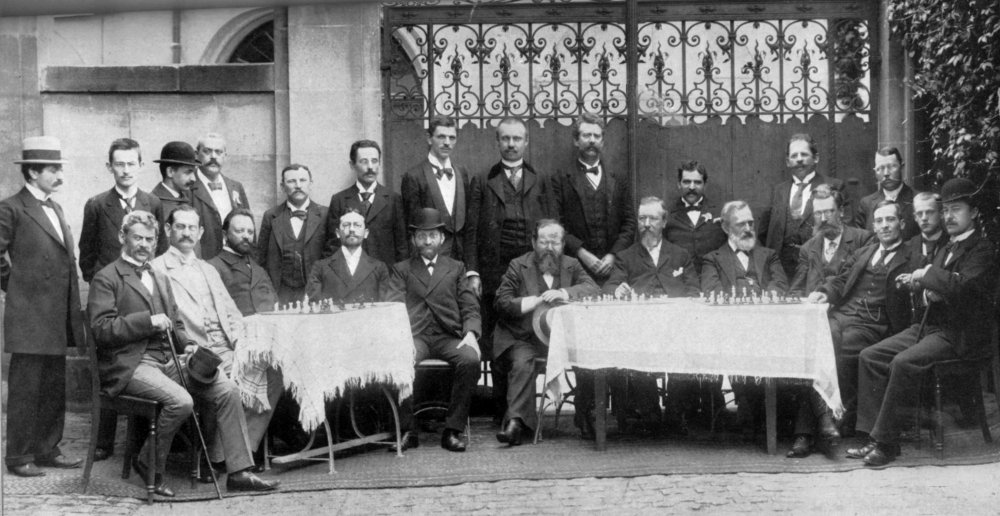
Participants du tournoi de Nuremberg 1896.

| Année | Seul vainqueur | Deuxième ou troisième                                                                                     |
| ----- | --- | --- |
| 1889  | Berlin (Café Keiserhauf) : 20 / 20Breslau (6e congrès de la fédération allemande) (tournoi des non-maîtres) : 13 / 16 (+12 -2 =2) Groupe A : 8 / 9 ; Finale : 4 / 6 (ex æquo von Feyerfeil) Match de départage contre von Feyerfeil : 1-0 | Amsterdam (2e après Burn) : 6 / 8 (+5 -1 =2) (tournoi de maîtres remporté par Burn : 7 / 8)               |
| 1890  | Tournoi de Berlin : 6,5 / 8 (+6 -1 =1) (vainqueur du départage) | Tournoi de Graz (3e) : 4 / 6 (+3 -1 =2) (victoire de Makovetz devant Bauer)                               |
|       | | |
| 1892  | Londres (mars, tournoi de la B.C.A.) : 9 / 11 (+8 -1 =2)Londres (mars-avril, tournoi à cinq) : 6,5 / 8 (+5 =3) | |
| 1893  | New York : 13 / 13 (devant Albin, Showalter et Pillsbury) | |
| 1894  | Championnat du monde contre Steinitz (New York, Philadelphie et Montréal) : 12 – 7 (+10 -5 =4) | |
| 1895  | 1895-1896 : tournoi de Saint-Pétersbourg : 11,5 / 18 (+8 −3 =7) (tournoi quadrangulaire à six tours, remporté devant Steinitz, Pillsbury et Tchigorine)                                                                                   | Tournoi d'Hastings 1895 (3e) (Hastings) : 16,5 / 22 (+15 -4 =3) (victoire de Pillsbury devant Tchigorine) |
| 1896  | Tournoi de Nuremberg : 13,5 / 18 (+12 -3 =3) (devant Maroczy, Tarrasch, Pillsbury et Janowski) | |
| 1897  | 1896-1897 : championnat du monde contre Steinitz (Moscou) : 12,5–4,5 (+10 -2 =5) | |

### 1899-1910: champion du monde

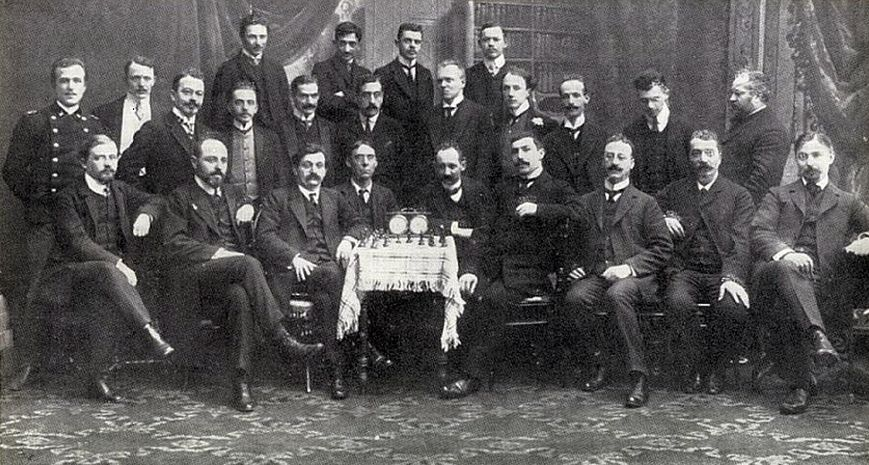
Participants du tournoi de Saint-Pétersbourg 1909.

En 1902, Lasker obtint le diplôme de docteur en mathématiques.
| Année                                                                                   | Vainqueur ou ex æquo | Deuxième |
| --------------------------------------------------------------------------------------- | --- | --- |
| 1899                                                                                    | Tournoi de Londres : 23,5 / 28 (+20 -1 =7) (devant Pillsbury, Janowski, Maroczy, Schlechter, Blackburne, Tchigorine, Teichmann et Steinitz) | |
| 1900                                                                                    | Tournoi de Paris : 14,5 / 16 (+14 -1 =1) (devant Marshall, Pillsbury, Maroczy, Burn, Tchigorine, Mieses, Schlechter, Marco, Showalter, Janowski et Mason)                                                                                       | |
| 1901                                                                                    | (Manchester) Match contre Janowski : 1,5–0,5 (+1 -0 =1) | |
| 1902                                                                                    | | (San Francisco) Partie contre Lovegrove : 0-1 |
| 1903                                                                                    | | (Brighton) Match contre Tchigorine : 2,5–3,5 (+1 -2 =3) (match thématique sur le gambit Rice (en)) |
| 1904                                                                                    | | Cambridge Springs (2e-3e) : 11 / 15 (+9 -2 =4) (tournoi remporté par Marshall devant Janowski) |
| De 1906 à 1910, Lasker remporta tous ses tournois et annula un match contre Schlechter. | | |
| 1906                                                                                    | Trenton Falls (en) : 5 / 6 (+4 =2) (devant Curt, Fox et Rabitchek) | Trenton Falls (en) : 5 / 6 (+4 =2) (devant Curt, Fox et Rabitchek) |
| 1907                                                                                    | Championnat du monde contre Marshall : 11,5–3,5 (+8 –0 =7) (New York, Philadelphie, Washington D.C., Baltimore, Chicago, Memphis et New York)                                                                                                   | Championnat du monde contre Marshall : 11,5–3,5 (+8 –0 =7) (New York, Philadelphie, Washington D.C., Baltimore, Chicago, Memphis et New York)                                                                                                   |
| 1908                                                                                    | Championnat du monde contre Tarrasch (Düsseldorf et Munich) : 10,5–5,5 (+8 -3 =5) (Amsterdam) Match contre Speijer (en) : 2,5–0,5 (+2 -0 =1) | Championnat du monde contre Tarrasch (Düsseldorf et Munich) : 10,5–5,5 (+8 -3 =5) (Amsterdam) Match contre Speijer (en) : 2,5–0,5 (+2 -0 =1) |
| 1909                                                                                    | Tournoi de Saint-Pétersbourg (1er-2e) : 14,5 / 18 (+13 -2 =3) (ex æquo avec Rubinstein) (devant Spielmann, Duras, Bernstein, Mieses, Schlechter et Tartakover)(Paris) Matchs exhibition contre Janowski (+2 -2 et +7 -1 =2) (en mai et octobre) | Tournoi de Saint-Pétersbourg (1er-2e) : 14,5 / 18 (+13 -2 =3) (ex æquo avec Rubinstein) (devant Spielmann, Duras, Bernstein, Mieses, Schlechter et Tartakover)(Paris) Matchs exhibition contre Janowski (+2 -2 et +7 -1 =2) (en mai et octobre) |
| 1910                                                                                    | Championnat du monde contre Schlechter (Vienne et Berlin) : 5–5 (+1 -1 =8)Championnat du monde contre Janowski (Berlin) : 9,5–1,5 (+8 –0 =3) | Championnat du monde contre Schlechter (Vienne et Berlin) : 5–5 (+1 -1 =8)Championnat du monde contre Janowski (Berlin) : 9,5–1,5 (+8 –0 =3) |

### 1914-1925
Les années 1911-1913 virent l'émergence d'une nouvelle génération de jeunes joueurs : Rubinstein, Capablanca, Alekhine.
De 1911 à 1920, Lasker ne disputa aucun match de championnat du monde.

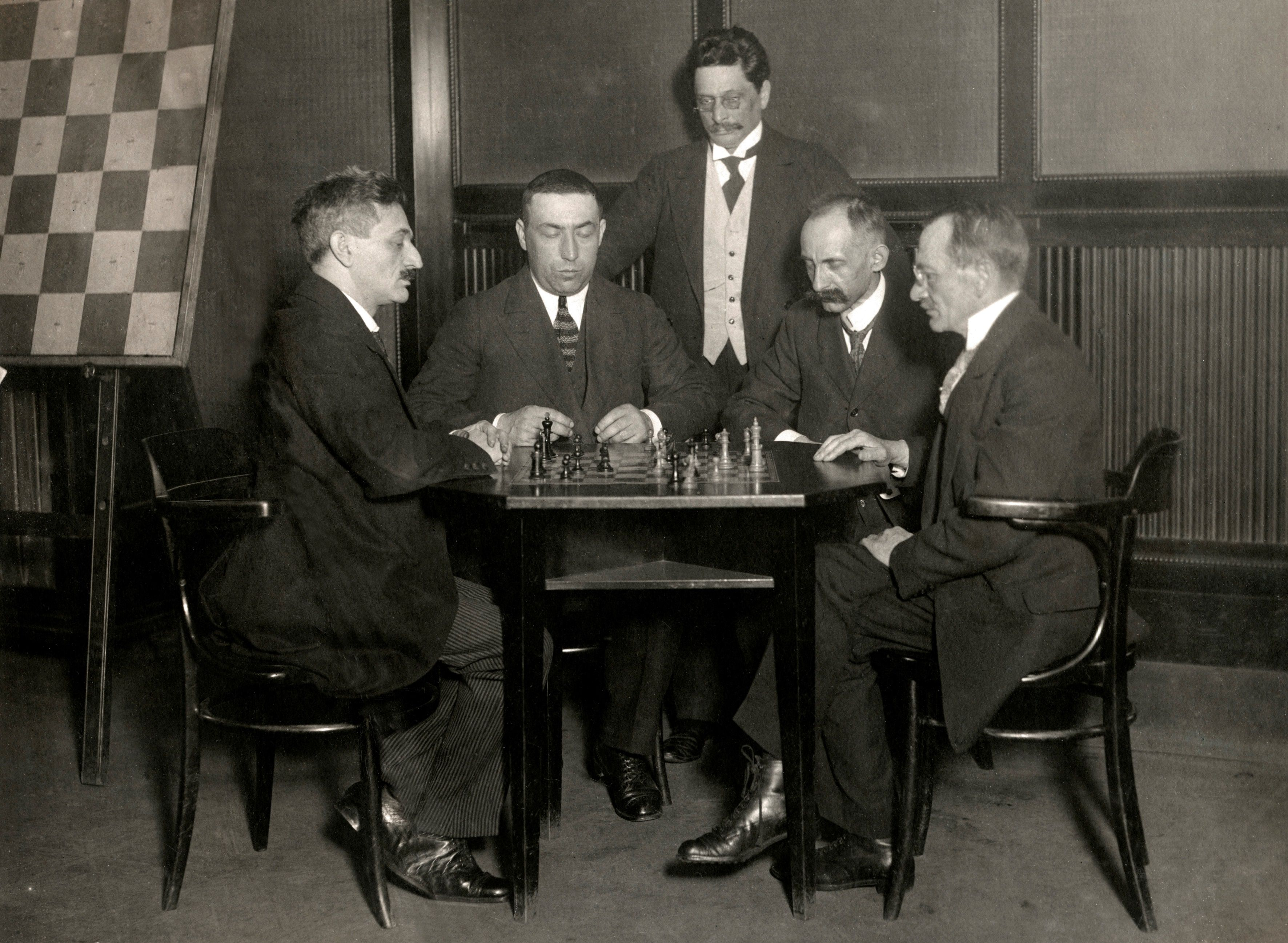
Assis, de gauche à droite : Lasker, Rubinstein, Schlechter et Tarrasch à Berlin en 1918.

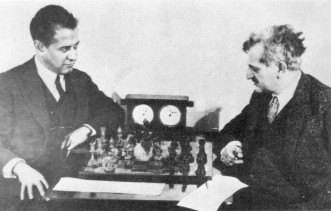
Capablanca face à Lasker à Moscou en 1925.

| Année | Seul vainqueur ou ex æquo | Deuxième |
| ----- | --- | --- |
| 1914  | (Moscou) Match exhibition contre Bernstein (+1 -1) Tournoi de Saint-Pétersbourg (finale) : 7 / 8 (+6 =2) (devant Capablanca et Alekhine) | Saint-Pétersbourg (2e-3e) : 6,5 / 10 (+4 –1 =5) (tournoi préliminaire remporté par Capablanca devant Tarrasch)(Berlin) Match en blitz (rapid transit) contre Capablanca : 3,5–6,5 |
|       | | |
| 1916  | (Berlin) Match contre Tarrasch : 5,5–0,5 (+5 -0 =1)                                                                                      | |
|       | | |
| 1918  | Tournoi de Berlin : 4,5 / 6 (+3 =3) (devant Rubinstein, Schlechter et Tarrasch)                                                          | |
|       | | |
| 1921  | | Championnat du monde contre Capablanca (La Havane) : 5 – 9 (+0 -4 =10) |
|       | | |
| 1923  | Mährisch-Ostrau : 12,5 / 13 (+8 =5) (devant Réti, Grünfeld, Selesnieff, Tartakover, Euwe, Bogoljubov, Tarrasch, Rubinstein et Spielmann) | |
| 1924  | Tournoi de New York : 16 / 20 (+13 -1 =6) (devant Capablanca et Alekhine)                                                                | |
| 1925  | | Tournoi de Moscou (2e) : 14 / 20 (+10 -2 =8) (tournoi remporté par Bogolioubov)                                                                                                   |

### 1934-1940

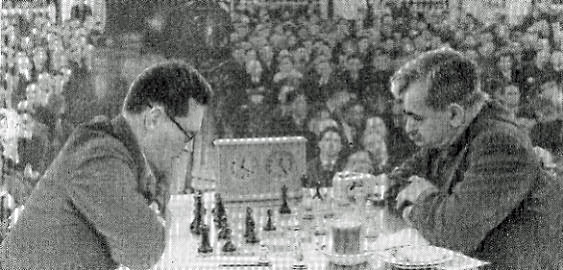
Mikhaïl Botvinnik face à Lasker à Moscou en 1936.

| Année | Tournoi, classement et score                                | Vainqueur(s)                                                                                |
| ----- | ----------------------------------------------------------- | ------------------------------------------------------------------------------------------- |
| 1934  | Zurich (5e) : 11 / 15 (+9 -4 =2)                            | Tournoi remporté par Alekhine devant Euwe, Flohr et Bogoljubov                              |
| 1935  | Moscou (3e) : 12,5 / 19 (+6 =13)                            | Tournoi remporté par Botvinnik et Flohr (Capablanca était quatrième)                        |
| 1936  | Moscou (6e) : 8 / 18 (+3 -5 =10)                            | Victoire de Capablanca devant Botvinnik, Flohr, Lilenthal et Ragozine                       |
| 1936  | Nottingham (7e-8e) : 8,5 / 14 (+6 -3 =5)                    | Victoire de Capablanca et Botvinnik devant Euwe, Fine, Reshevsky, Alekhine et Edward Lasker |
|       |                                                             |                                                                                             |
| 1940  | (New York) Match contre Frank Marshall : 0,5–1,5 (+0 -1 =1) | (New York) Match contre Frank Marshall : 0,5–1,5 (+0 -1 =1)                                 |

## Publications

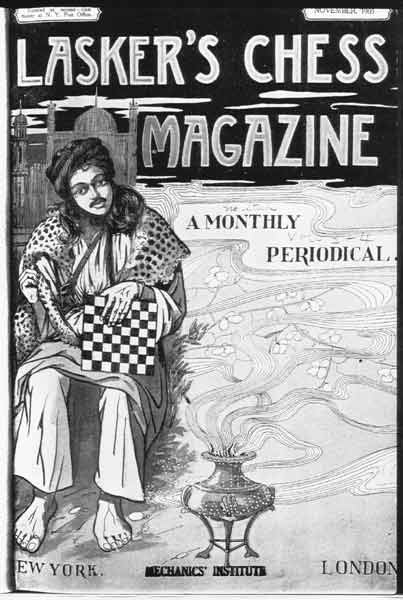
Couverture du Lasker's Chess Magazine (1906).

### Revues
Lasker fonda deux magazines d'échecs :
- (en) The London Chess Fortnightly, 15 août 1892 – 30 juillet 1893
- (en) Lasker's Chess Magazine[24], novembre 1904 – janvier 1909,

### Livres sur les échecs
- Le Bons Sens aux échecs, ((en) Common Sense in Chess, 1896, résumé de douze leçons données à Londres en 1895)
- (de) Der internationale Schachkongress zu St. Petersburg 1909, 1909 ((en)The International Chess Congress, St. Petersburg, 1910)
- (de) Lehrbuch des Schachspiels, 1926 ((en) Lasker's Manual of Chess, 1927)

### Livres sur d'autres jeux
- (de) Kampf, 1906
- (de) Das verständige Kartenspiel, 1929 ((en)'Sensible Card Play)
- (en) Encyclopedia of Games, 1929
- (de) Brettspiele der Völker, 1931
- (de) Das Bridgespiel, 1931

### Essais philosophiques
- (de) Das Begreifen der Welt, 1913
- (de) Die Philosophie des Unvollendbar, 1919
- (de) Vom Menschen die Geschichte, 1925, pièce écrite avec son frère Berthold
- (en) The Community of the Future, 1940

## Exemples de parties

### Lasker-Steinitz, Saint-Pétersbourg, 1895
1. e4 e5 2. Cf3 Cc6 3. Fb5 d6 4. d4 Fd7 5. Cc3 Cge7 6. dxe5 dxe5 7. Fg5 h6 8. Fxc6 bxc6 9. Fe3 Cg6 10. Dd3 Fd6 11. Cd2 Ce7 12. Cc4 Cc8 13. 0-0-0 De7 14. f4 f6 15. fxe5 fxe5 16. Thf1 De6 17. Ca4 De7 18. Fc5 Fxc5 19. Cxc5 Fg4 20. Td2 Cb6 21. Ca6 Tf8 22. Ca5 Txf1+ 23. Dxf1 Td8 24. Cxc6 Txd2 25. Cxe7 Td1+ 26. Dxd1 Fxd1 27. Cc6 Fe2 28. Cc5 Ff1 29. g3 Cc4 30. Cxa7 Fg2 31. Cc6 Cd6 32. Cxe5 Cxe4 33. Cxe4 Fxe4 34. Cd3 Re7 35. Rd2 Rd6 36. Rc3 Fd5 37. Rd4 g5 38. c4 Fg2 39. b4 h5 40. b5 h4 41. gxh4 gxh4 42. c5+ Rd7 43. a4 Rc8 44. c6 Rb8 45. Ce5 Ra7 46. Rc5 Fh3 47. Cd7  1-0 (après 47...Ff1 48. a5, il peut suivre notamment : 48...Fxb5 49. Rxb5 suivi de 50. a6 et 51. Cb6(+) Rb8 52. Cd5).

### Une miniature: Réti-Lasker, 1908
Richard Réti - Lasker, Vienne, simultanée à la pendule, 1908, défense des deux cavaliers :

1.e4 e5 2.Cf3 Cc6 3.Fc4 Cf6 4.d4 exd4 5.O-O Cxe4 6.Te1 d5 7.Fxd5 Dxd5 8.Cc3 Dd8 9.Cxe4 Fe6 10.c3 dxc3 11.Db3 Fb4 (évidemment pas 11. ... Fxb3. 12 Cf6 mat) 12.Ceg5 cxb2 13.Cxe6?? (13. Fxb2 est meilleur, si Fxe1 14. Txe1) bxa1=D 14.Cxd8+ Fxe1 15.Cxc6 Dxc1  0-1.

### Lasker-Capablanca, Saint-Pétersbourg, 1914
Cette partie est extrêmement célèbre car elle démontre la finesse psychologique d'Emanuel Lasker. En effet, ce dernier a choisi une variante annulante face à un adversaire qu'il devait battre absolument pour remporter le titre. Sachant que José Raúl Capablanca visait la partie nulle, qui lui assurait le titre, Emanuel Lasker l'a battu à son propre jeu (une finale de tours doit être jouée avec énergie pour gagner la partie, et Emanuel Lasker se doutait que l'aiguillon pour jouer avec énergie ferait défaut à José Raúl Capablanca),.
1. e4 e5 2. Cf3 Cc6 3. Fb5 a6 4. Fxc6 dxc6 5. d4 exd4 6. Dxd4!? Dxd4 7. Cxd4 Fd6 8. Cc3 Ce7 9. 0-0 0-0 10. f4? Te8 11. Cb3 f6? 12. f5!?, b6 13. Ff4 Fb7?!, 14. Fxd6! cxd6 15. Cd4 Tad8?! 16. Ce6 Td7 17. Tad1 Cc8 18. Tf2 b5 19. Tfd2 Tde7? 20. b4 Rf7 21. a3 Fa8? 22. Rf2 Ta7 23. g4 h6 24. Td3 a5?, 25. h4 axb4 26. axb4 Tae7?! 27. Rf3? Tg8 28. Rf4? g6? (Il fallait jouer 28...g5+) 29. Tg3 g5+ 30. Rf3! Cb6 31. hxg5 hxg5 32. Th3! Td7 33. Rg3! Re8 34. Tdh1 Fb7 35. e5!!,, dxe5 36. Ce4 Cd5 37. C6c5! Fc8 38. Cxd7 Fxd7 39. Th7 Tf8 40. Ta1 Rd8 41. Ta8+ Fc8 42. Cc5  1-0.

#### En français
- Gedeon Barcza, « De Morphy à Alekhine », dans Les Champions du monde du jeu d'échecs, t. 1, Paris, éditions Grasset, 1984
- Dany Sénéchaud, « Introduction à la pensée et à l’œuvre d’Emmanuel Lasker (1868-1941) : une approche biobibliographique », Horizons philosophiques, vol. 17, no 1,‎ automne 2006, p. 91-108 (ISSN 1181-9227, e-ISSN 1920-2954, DOI 10.7202/802968ar, S2CID 121232684, lire en ligne).

#### En anglais
- (en) Irving Chernev, Twelve Great Chess Players and Their Best Games, Dover, 1995 (ISBN 0-486-28674-6), p. 143-162.
- (en) J. Hannak, Emanuel Lasker: The Life of a Chess Master, Dover, 1991 (ISBN 0-486-26706-7).
- (en) Garry Kasparov, My Great Predecessors, vol. I, Everyman Chess, 2003, 880 p. (ISBN 1-85744-330-6).
- (en) John Nunn, John Nunn’s Chess Course, Gambit Publications, 2021 (ISBN 978-1911-46590-4)Un cours complet d'échecs basé exclusivement sur les parties de Lasker.
- (en) Fred Reinfeld et Reuben Fine, Lasker's Greatest Chess Games, 1889 - 1914, Dover Publications, 1965 (1re éd. 1935).
- (en) Andrew Soltis, Why Lasker Matters, Batsford, 2005 (ISBN 0-7134-8983-9).
- (en) Ken Whyld, The Collected Games of Emanuel Lasker, The Chess Player, 1998.
- (en) Edward Winter, World Chess Champions, Pergamon Press, 1981 (ISBN 0-08-024094-1).

#### En allemand
- Michael Dreyer, Ulrich Sieg (dir.), Emanuel Lasker – Schach, Philosophie, Wissenschaft. Philo, Berlin/Vienne, 2001,  (ISBN 3-8257-0216-2).
- Michael Ehn (de), Lasker–Schlechter 1910, Neue Fakten aus Wiener Quellen. Dans: SchachReport. Nr. 8, 1995, p. 71–74 et Nr. 9, 1995, p. 69–72.
- (de) Richard Forster, Stefan Hansen et Michael Negele, Emanuel Lasker: Denker, Weltenburger, Schachweltmeister, Exzelsior Verlag, 2009 (ISBN 978-3935-80005-1).
- (de) Richard Forster, Michael Negele et Raj Tischbierek, Emanuel Lasker Volume 1: Struggle and Victories: World Chess Champion for 27 Years, Exzelsior Verlag, 2018 (ISBN 978-3935-80009-9).
- (de) Richard Forster, Michael Negele et Raj Tischbierek, Emanuel Lasker Volume 2: Choices and Chances: Chess and other Games of the Mind, Exzelsior Verlag, 2020 (ISBN 978-3935-80010-5).
- Bernd Gräfrath (de), Das Leben als Optimierungsproblem: Emanuel Laskers „Philosophie des Unvollendbar“. Dans: Ketzer, Dilettanten und Genies: Grenzgänger der Philosophie. Junius, Hambourg 1993,  (ISBN 3-88506-227-5), p. 133–159.